# Asplenium capense
Asplenium capense är en svartbräkenväxtart som först beskrevs av Kze., och fick sitt nu gällande namn av Bir, Fraser-jenk. och Lovis. Asplenium capense ingår i släktet Asplenium och familjen Aspleniaceae. Inga underarter finns listade.